# Chilei gezerigó
A chilei gezerigó (Mimus thenca) a madarak (Aves) osztályának verébalakúak (Passeriformes) rendjébe, ezen belül a gezerigófélék (Mimidae) családjába tartozó faj.

## Rendszerezése
A fajt Juan Ignacio Molina chilei ornitológus írta le 1782-ben, a Turdus nembe Turdus thenca néven.

## Előfordulása
Dél-Amerika délnyugati részén, Argentína és Chile területén honos. Természetes élőhelyei a szubtrópusi és trópusi cserjések, valamint másodlagos erdők. Állandó, nem vonuló faj.

## Megjelenése
Testhossza 29 centiméter, testtömege 66 gramm.
|  |

## Életmódja
Mindenevő, rovarokkal és gyümölcsökkel táplálkozik.

## Természetvédelmi helyzete
Az elterjedési területe nagyon nagy, egyedszáma pedig stabil. A Természetvédelmi Világszövetség Vörös listáján nem fenyegetett fajként szerepel.